# San Andrés de Palomar
San Andrés de Palomar (en catalán y oficialmente Sant Andreu de Palomar) es un barrio y el núcleo más antiguo del distrito de San Andrés de Barcelona. Antiguo municipio independiente con más de 1000 años de historia documentada, fue anexionado a Barcelona el 20 de abril de 1897.
Tiene una superficie de 174 hectáreas y cuenta con una población de unos 55 000 habitantes. Sus límites son: la calle Rovira i Virgili, antigua Riera de Horta, el paseo de Santa Coloma, la avenida Meridiana, y las vías del ferrocarril.

## Historia
La primera noticia escrita data de 992, año en el que se firma un documento de permuta de una herencia y en el que se menciona un lugar llamado Palomar. En el año 1034 aparecen juntos los nombres de San Andrés, patrón de la parroquia, y Palomar. Los límites del antiguo pueblo de San Andrés de Palomar discurrían por el río Besós hasta la sierra de Collserola, y de Moncada y Reixach al norte hasta San Martín de Provensals al sur. La riera de Horta era la división con el municipio vecino de San Martín. Situado en un llano con tierras fértiles, su actividad principal era la agricultura. El regadío era posible gracias a la Acequia Condal, canal que hacia el año 954 hizo construir el conde Miró I para conducir el agua desde Moncada hasta Barcelona. Durante los siglos XI, XII y XIII se constituye un primer núcleo de viviendas alrededor de la iglesia.
En el siglo XVI ya se puede hablar de masías diseminadas por la demarcación del pueblo de San Andrés de Palomar. El campesinado de San Andrés se originó a partir del arrendamiento o cesiones de tierras, por parte de una clase media organizada. Con el tiempo se fueron conformando las diferentes calles alrededor de la calle Mayor, antigua vía romana. La industrialización que tuvo lugar a finales del siglo XIX y principio del siglo XX hace que se establezcan en San Andrés empresas importantes, como la textil Fabra y Coats, La Maquinista, Fabricación Nacional de Colorantes, y una gran cantidad de empresas pequeñas y de talleres.
En la fecha 20 de abril de 1897 la reina regente María Cristina, casi por sorpresa, firma el Decreto de Agregación que anexionó el pueblo de San Andrés de Palomar al municipio de Barcelona, como a muchos otros pueblos. En esta agregación se ven afectados otros pueblos como son Gracia, Sants, Les Corts, Horta, San Martín de Provensals, San Gervasio de Cassolas y posteriormente Sarrià.
En 1995 se recuperaron las instalaciones de la fábrica Fabra y Coats para centro cultural del barrio. Son 6000 metros cuadrados en cuatro pisos de planta rectangular en donde se ubica además la nueva biblioteca.

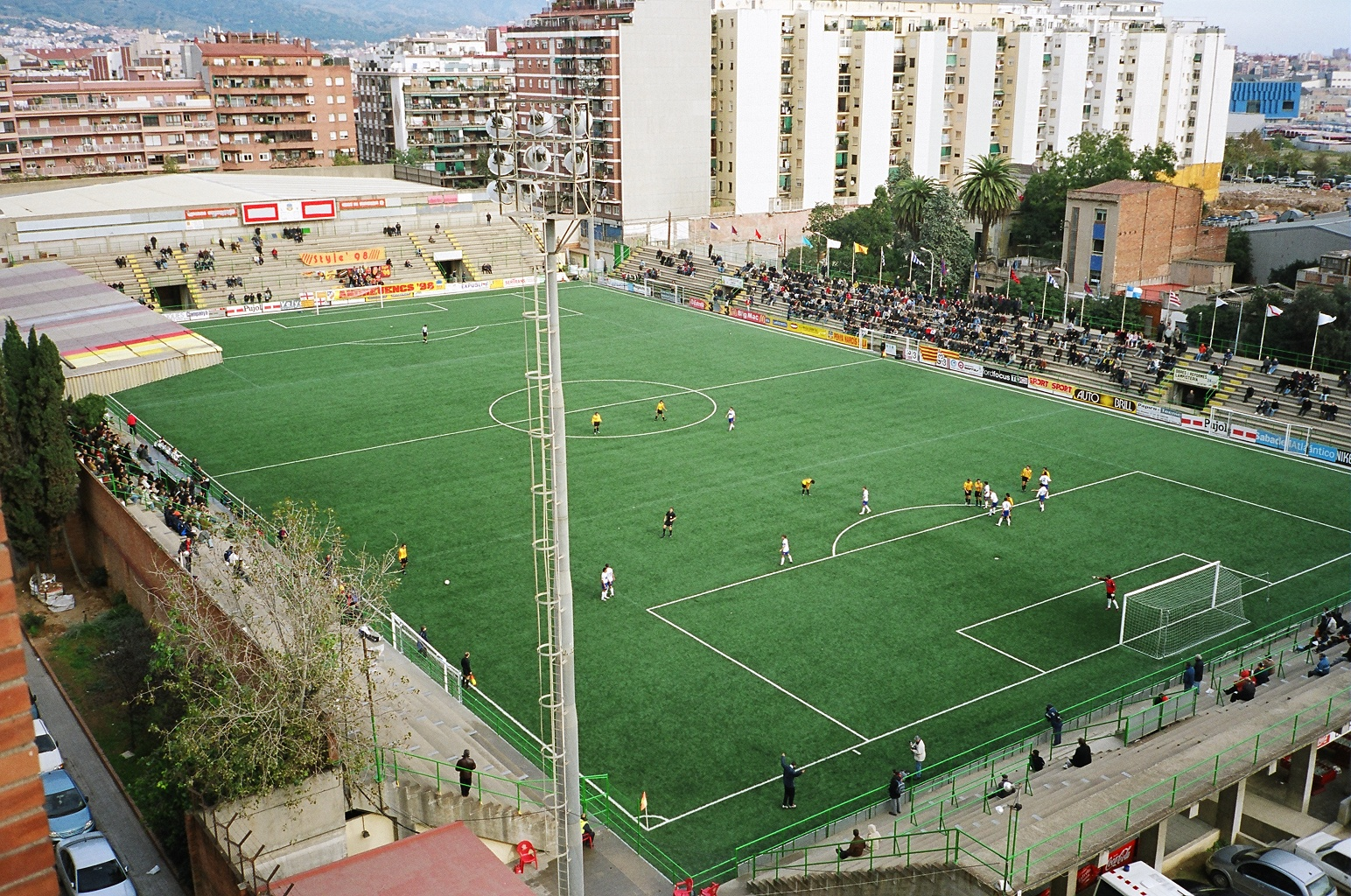
Estadio Narcís Sala de UE Sant Andreu.

Es conocida la iniciativa asociativa del barrio, principalmente en el entorno de entidades de aire deportivo, como la Unió Esportiva Sant Andreu, que cuenta con el estadio Narcís Sala con capacidad para 6.550 espectadores y el Club Natación Sant Andreu. El antiguo local del Ateneo Obrero de San Andrés alberga actualmente la sede de la Agrupación Ferroviaria de Barcelona.

## Demografía
| Gráfica de evolución demográfica de San Andrés de Palomar entre 1842 y 1887 |
| |
| Población de derecho según los censos de población del INE. Población de hecho según los censos de población del INE.En este censo se denominaba Sant Andreu de Palomar: 1860. Entre el censo de 1897 y el anterior, este municipio desaparece porque se integra en el municipio Barcelona. |

## Iglesias

### Parroquia de San Andrés

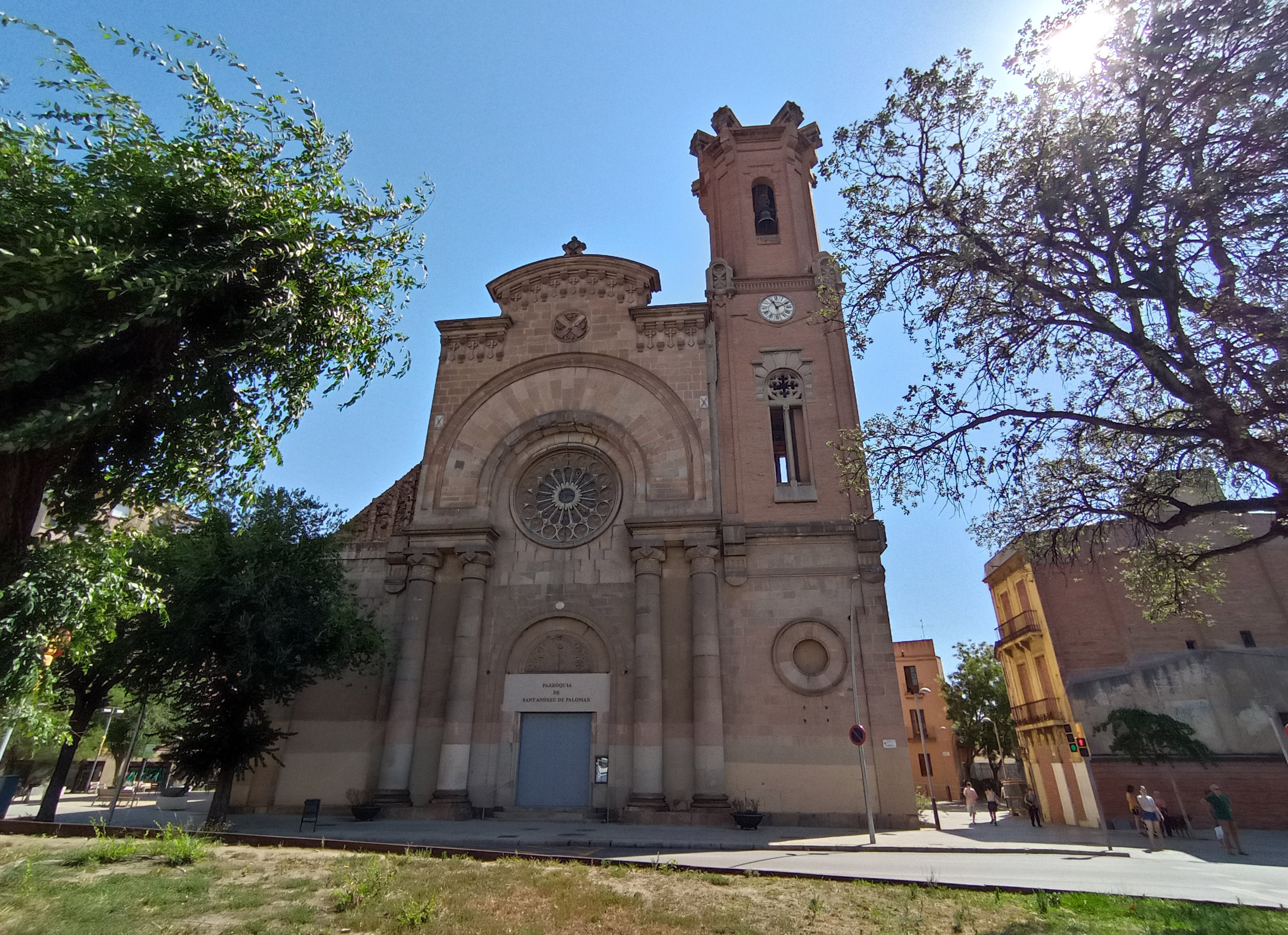
Iglesia de San Andrés de Palomar

La primera mención del templo de San Andrés data del siglo X, que fue asaltado y destruido por Almanzor en el año 985. Fue construida una nueva iglesia románica y consagrada en 1105 por el obispo Berenguer de Barcelona. Volvió a ser destruida por los almorávides y vuelta a consagrar por San Olegario en el 1132. De esta parroquia salieron el 8 de junio de 1640 los segadores con la imagen del Santo Cristo para protestar contra el virrey Conde de Santa Coloma, al que dieron muerte, en el famoso Corpus de Sangre. En 1881 se decide ampliarla, dándole el encargo de las obras al arquitecto andresense Pedro Falqués, que le dio una apariencia entre clasicista y ecléctico. La torre del campanario integrada en el extremo izquierdo de la fachada principal y el cimborrio cuadrangular de 68 metros de altura son los dos elementos más destacados de su fisonomía. Durante la Semana Trágica de 1909 y durante la guerra civil de 1936 vuelve a sufrir graves incendios, que destrozan sobre todo la decoración interior. Entre 1954/1960 el pintor local Josep Verdaguer es el encargado de pintar los murales, representando la vida de San Andrés y escenas bíblicas.

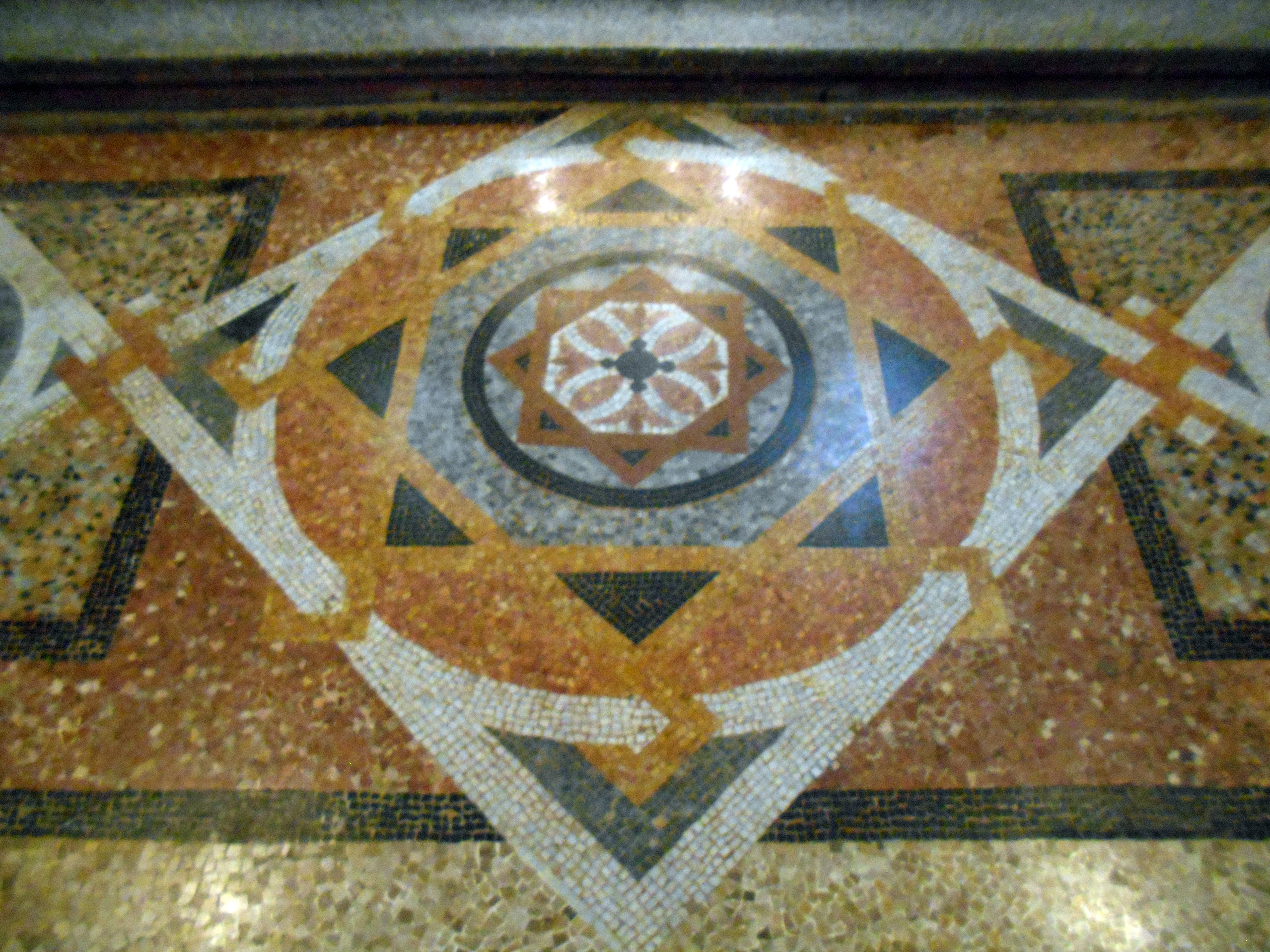
Mosaico de la iglesia de San Paciano, obra de Antoni Gaudí

### Parroquia de San Paciano
Construida por el arquitecto Joan Torras i Guardiola e inaugurada en 1881, es de estilo neogótico, de una sola nave y está cubierta con bóvedas ojivales nervadas. Los ventanales también son de estética gotizante. Toda ella presenta un aspecto muy sobrio. Se incendió durante la Semana Trágica de 1909 y volvió al culto el año 1922, construyéndose entonces el campanario. El mosaico del pavimento lo diseñó Antonio Gaudí y se restauró en 1988. En el año 1985 el escultor Medina Ayllón talló un Cristo Resucitado para el ábside, que se colocó sobre el mural del pintor Eduald Serrasolses de San Andrés.